# Goura de Scheepmaker
Goura scheepmakeri
Espèce
Statut de conservation UICN

 VU C2a(i) : Vulnérable
Statut CITES
Répartition géographique
Le Goura de Scheepmaker (Goura scheepmakeri) est une espèce d'oiseau appartenant à la famille des Columbidae.
Son nom est attribué au dealeur d'histoire naturelle et collecteur néerlandais Cornelis Scheepmaker (1838-1901).

## Description
Goura scheepmakeri est la plus grande espèce de Columbiformes. Cet oiseau se distingue des deux autres espèces du genre Goura par le ventre et la poitrine marron bordeaux. Il mesure 73 centimètres de longueur pour une envergure de 75 centimètres et une masse avoisinant les 2,2 kilogrammes.

## Répartition
Cet oiseau est endémique du sud-est de la Nouvelle-Guinée.

## Alimentation
Le Goura de Scheepmaker se nourrit de fruits, de graines et de petits crabes.

## Reproduction

### Comportement
Goura scheepmakeri est monogames ; les couples sont fidèles toute leur vie. Comme chez les autres espèces de pigeons, les deux parents nourrissent leur petit en régurgitant un lait riche en protéines provenant de leur jabot.

### Couvée
La femelle Goura de Scheepmaker pond un seul œuf qu'elle couve environ 29 jours.

## Statut et conservation

### Menaces
Le Goura de Scheepmaker possède une chair très appréciée. Il est donc braconné pour sa viande, mais aussi pour ses plumes. Ayant déjà disparu des zones habitées, il vit désormais loin des villages. Il est également affecté par la déforestation et la disparition de son habitat.

### Sensibilisation
Espèce emblématique de la Nouvelle-Guinée, le Goura de Scheepmaker est protégé et une sensibilisation des populations locales aide à sauvegarder et protéger l'espèce.

## Galerie

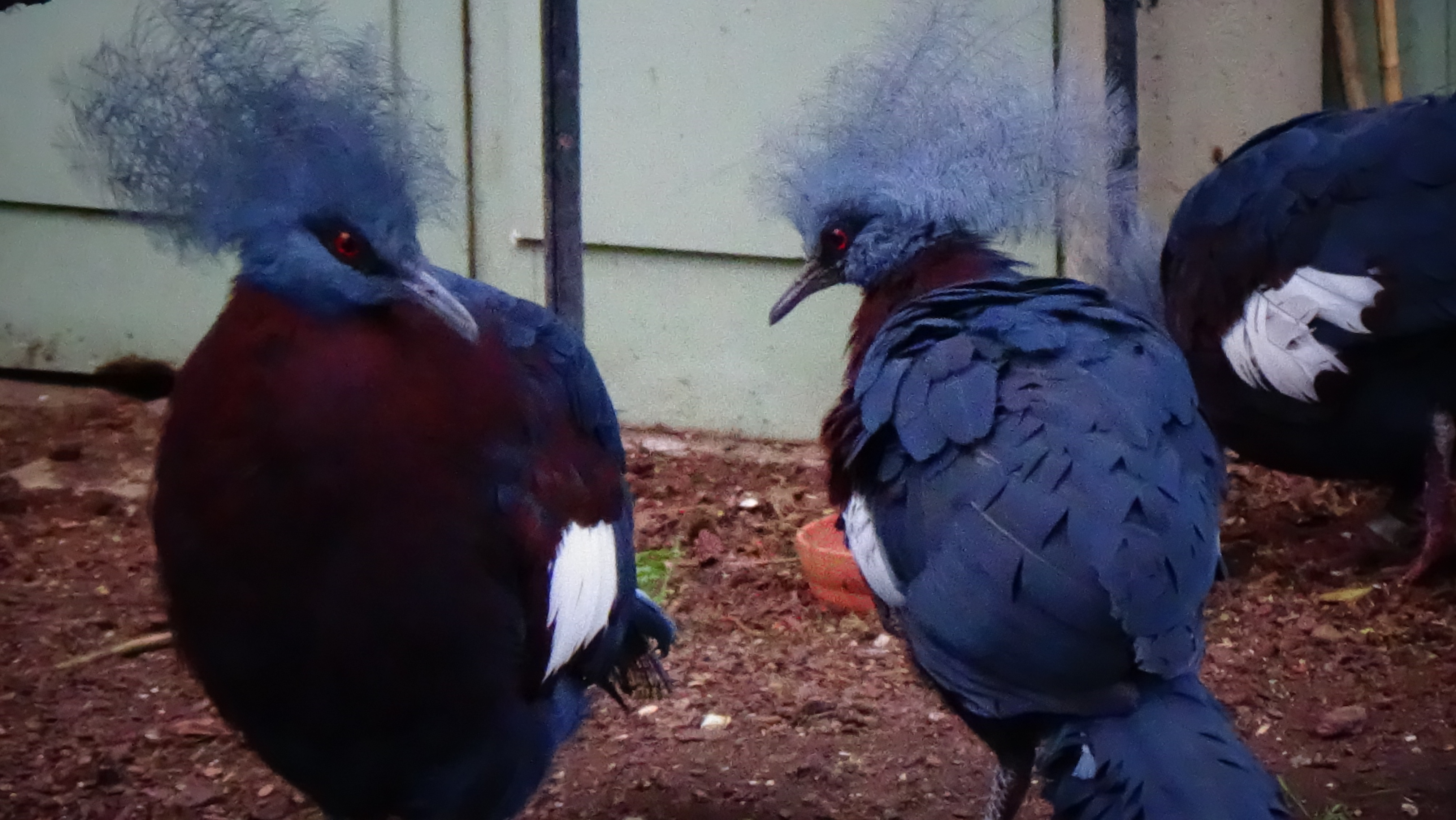
Ménagerie du jardin des plantes de Paris (France)
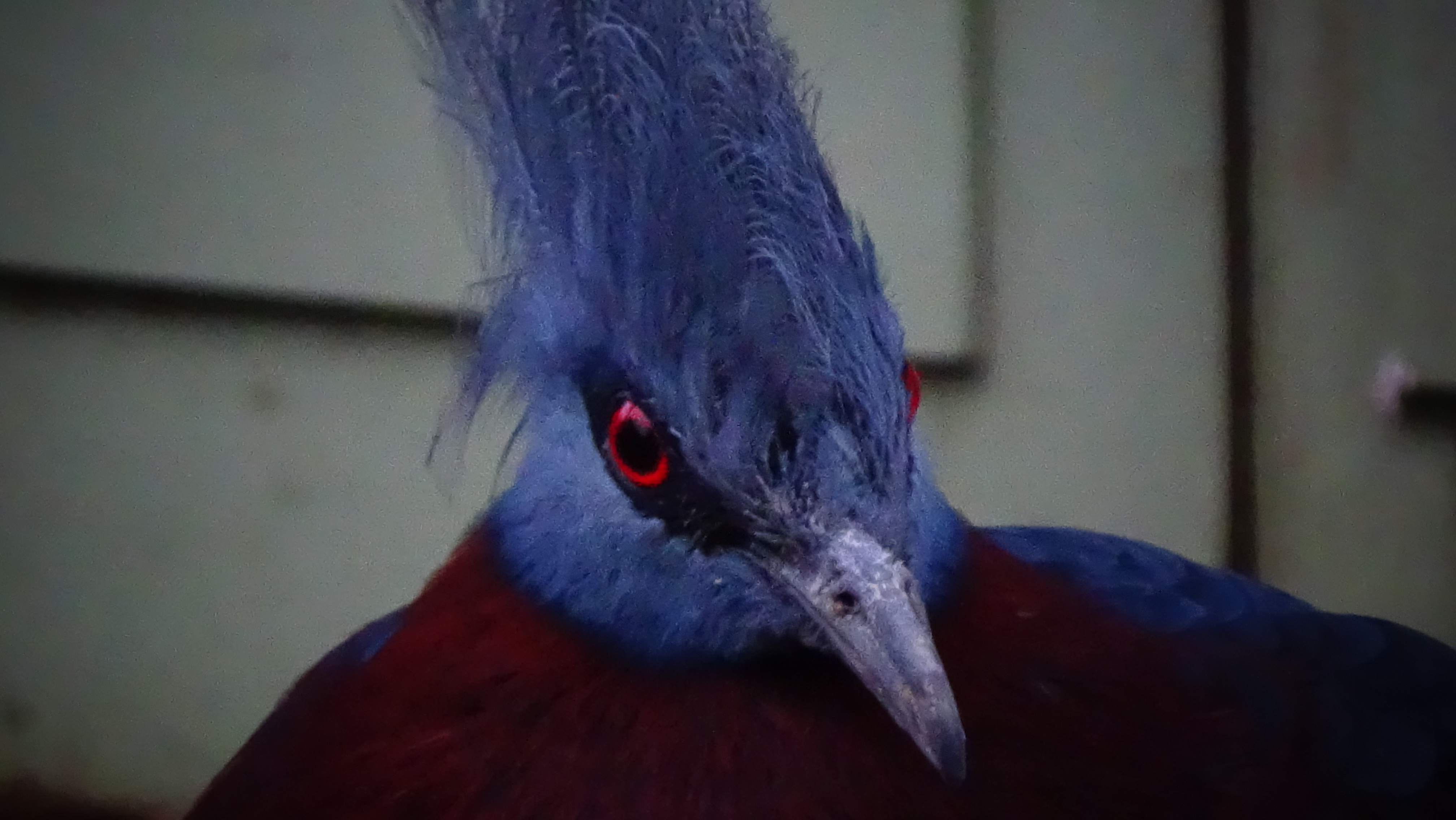
Ménagerie du jardin des plantes de Paris
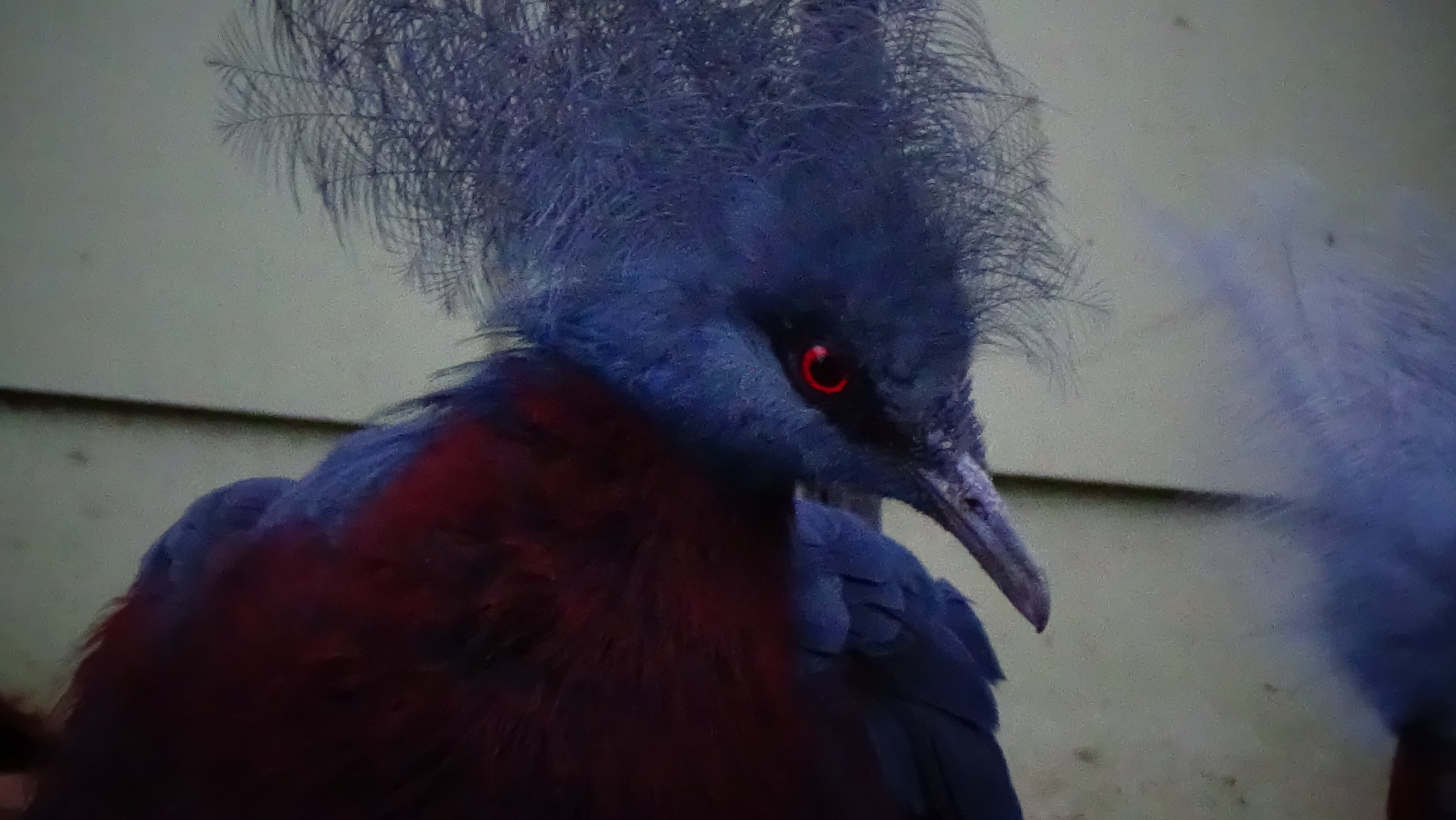
Ménagerie du jardin des plantes de Paris
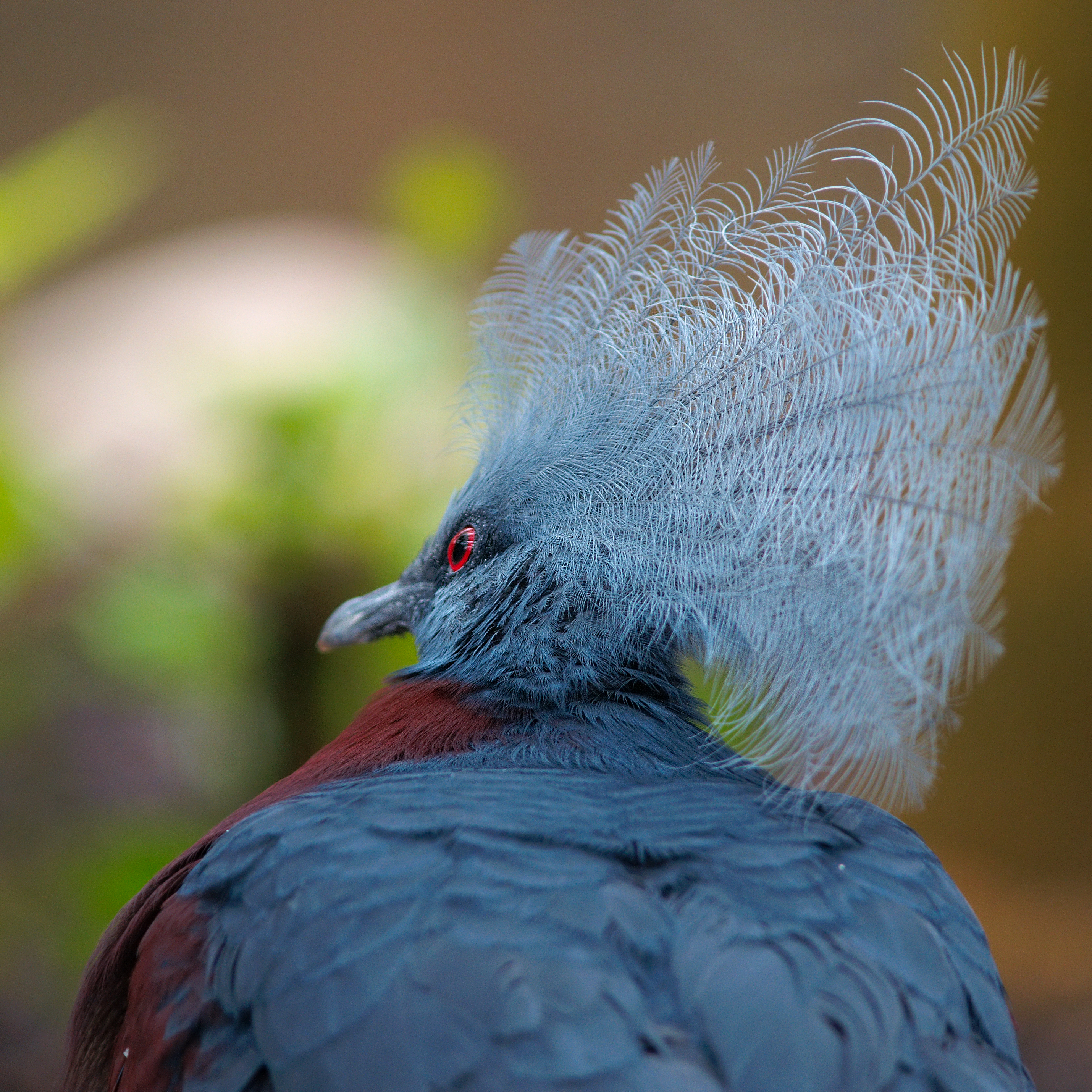
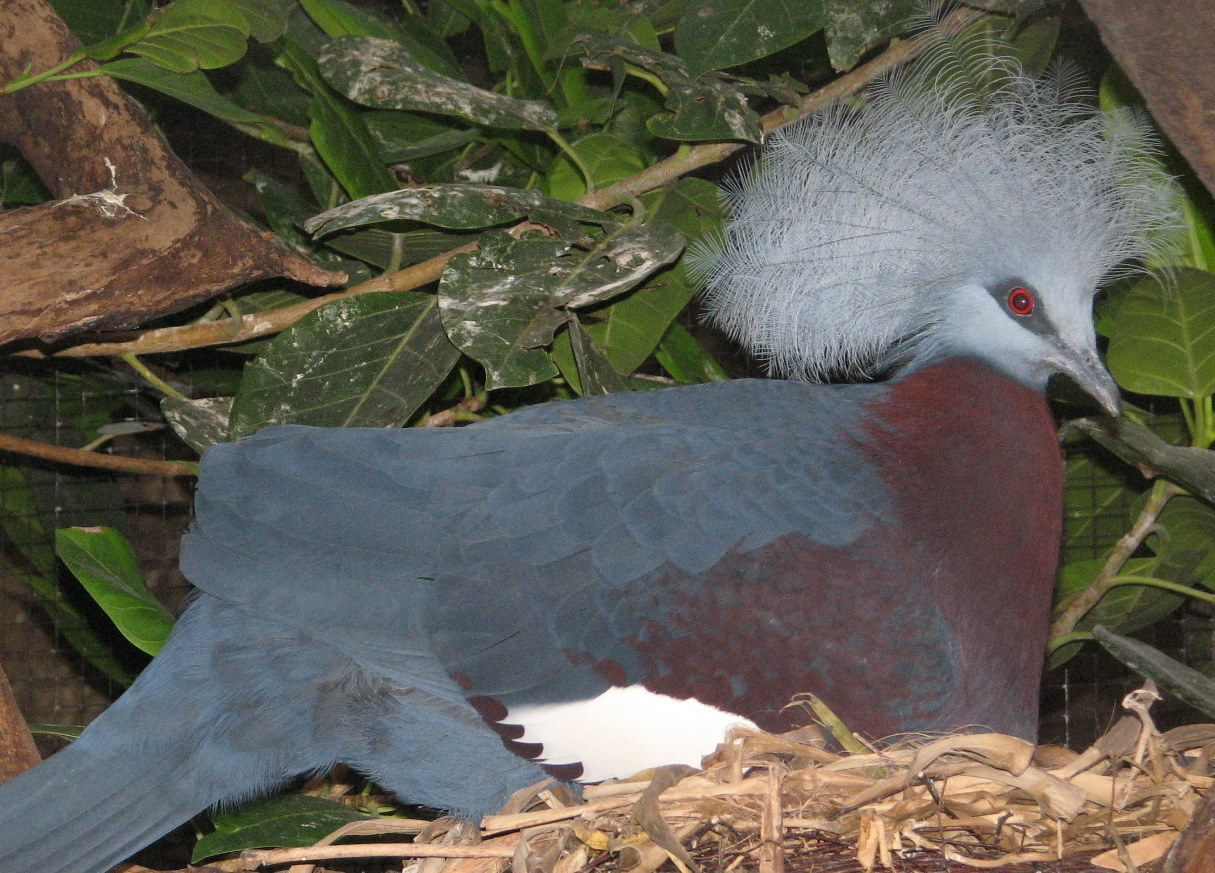
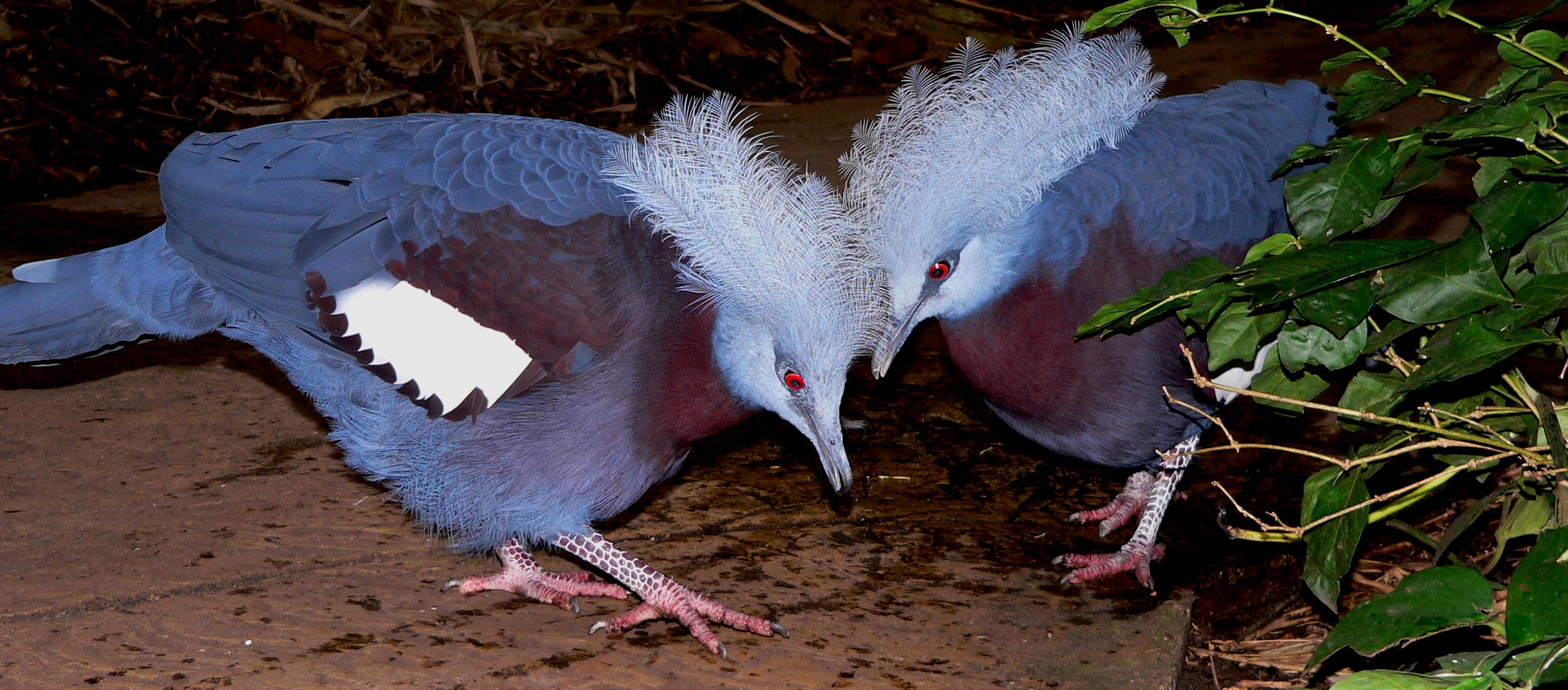
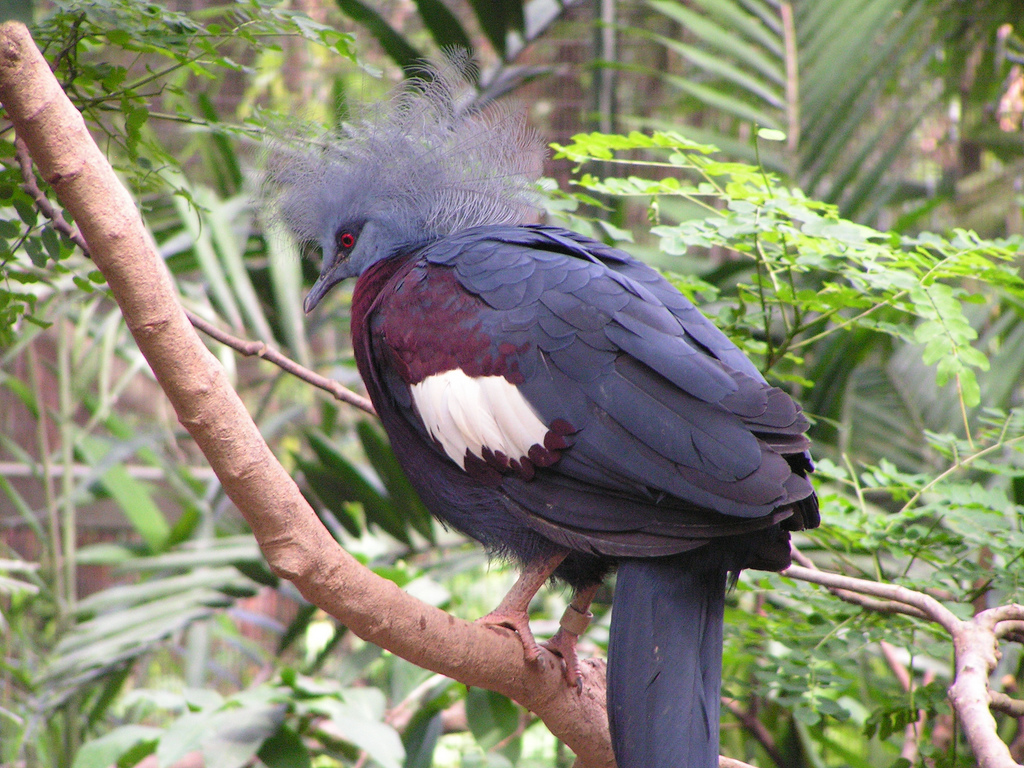